# العلاقات اليابانية الموريتانية
العلاقات اليابانية الموريتانية هي العلاقات الثنائية التي تجمع بين اليابان وموريتانيا.

## مقارنة بين البلدين
هذه مقارنة عامة ومرجعية للدولتين:
| وجه المقارنة                                              | اليابان         | موريتانيا                 |
| --------------------------------------------------------- | --------------- | ------------------------- |
| المساحة (كم2)                                             | 377.97 ألف      | 1.03 مليون                |
| عدد السكان (نسمة)                                         | 126.79 مليون    | 4.42 مليون                |
| الكثافة السكانية (ن./كم²)                                 | 335.45          | 4.29                      |
| العاصمة                                                   | طوكيو           | نواكشوط                   |
| اللغة الرسمية                                             | اللغة اليابانية | اللغة العربية، لغة فرنسية |
| العملة                                                    | ين ياباني       | أوقية موريتانية، أوقية ‏   |
| الناتج المحلي الإجمالي (بليون دولار)                      | 4.87 تريليون    | 5.02 مليار                |
| الناتج المحلي الإجمالي (تعادل القوة الشرائية) بليون دولار | 5.18 تريليون    |                           |
| الناتج المحلي الإجمالي الاسمي للفرد دولار أمريكي          | 34.52 ألف       |                           |
| الناتج المحلي الإجمالي للفرد دولار أمريكي                 | 36.62 ألف       | 3.91 ألف                  |
| مؤشر التنمية البشرية                                      | 0.903           | 0.506                     |
| رمز المكالمات الدولي                                      | +81             | +222                      |
| رمز الإنترنت                                              | .jp             | .mr                       |
| المنطقة الزمنية                                           | توقيت اليابان   | 00                        |

## منظمات دولية مشتركة
يشترك البلدان في عضوية مجموعة من المنظمات الدولية، منها:
| علم المنظمة | اسم المنظمة                               | تاريخ انضمام اليابان | تاريخ انضمام موريتانيا |
| ----------- | ----------------------------------------- | -------------------- | ---------------------- |
|             | يونسكو                                    | 2 يوليو 1951         | 10 يناير 1962          |
|             | مؤسسة التمويل الدولية                     | 20 يوليو 1956        | 29 ديسمبر 1967         |
|             | المركز الدولي لتسوية المنازعات الاستشارية | 16 سبتمبر 1967       | 14 أكتوبر 1966         |
|             | منظمة حظر الأسلحة الكيميائية              | ?                    | ?                      |
|             | مؤسسة التنمية الدولية                     | 27 ديسمبر 1960       | 10 سبتمبر 1963         |
|             | منظمة التجارة العالمية                    | ?                    | 31 مايو 1995           |
|             | وكالة ضمان الاستثمار متعدد الأطراف        | 12 أبريل 1988        | 8 سبتمبر 1992          |
|             | الاتحاد البريدي العالمي                   | ?                    | ?                      |
|             | منظمة الشرطة الجنائية الدولية             | ?                    | ?                      |
|             | الأمم المتحدة                             | 18 ديسمبر 1956       | 27 أكتوبر 1961         |
|             | الاتحاد الدولي للاتصالات                  | 29 يناير 1879        | 18 أبريل 1962          |
|             | البنك الدولي للإنشاء والتعمير             | 13 أغسطس 1952        | 10 سبتمبر 1963         |
|             | البنك الإفريقي للتنمية                    | ?                    | ?                      |

## وصلات خارجية
- موقع وزارة الخارجية اليابانية